# IQ:60
IQ:60 je česká hudební skupina, která pod tímto názvem vznikla v roce 1982 v Havířově ve složení Semiš (kytara, zpěv), Zrzek (zpěv), Cripple (basová kytara), Pavel Hrnčíř (bicí). Kapela hraje pouze vlastní skladby a svůj styl nazývá punk'n'roll. Nejznámější jsou písně „Hrdina práce“, „Demagogie“, „Rodinná diktatura“, „Vlajka“. V roce 1985 se Semiš spolupodílel na vzniku hardcore kapely Radegast. Z této doby pochází píseň „Vlajka“. Objevila se na albu Radegast s názvem „Otrávená generace“. Píseň je nyní na playlistu IQ:60. 
Kapela IQ:60 ukončila svou činnost v roce 1987 a po dlouhé pauze došlo v roce 2015 ke znovuzrození v sestavě Semiš (kytara, zpěv), Klement (basová kytara), Zrzek (zpěv) a Lukáš Hrnčíř (bicí). Na jaře 2021 vystřídal Lukáše za bicími Milan Adámek, známý z působení ve skupině Trochumoc. Na jaře 2023 Klementa u basové kytary vystřídal Robert /ex Klec/. Na jaře 2022 vydala skupina CD Pivo není voda a na podzim 2024 EP s názvem Strach. 
Skupina je známá vystupováním v českých a slovenských klubech a festivalech, jako Kamenité Čas rock fest, Punk!!!, Woodyfest, OHY fest, Vzdor fest, Detonator punk fest, ale také v polských klubech v  Opolí, Lublinu, Řešově, Lubinu, Varšavě a na festivalech jako Alerta Alerta, Festiwal piesni zbuntowanej, Rockowisko Grodzisk atp.